# Cosmic Quantum Ray
Die Fernsehserie Cosmic Quantum Ray ist eine Computeranimationsserie für Kinder die im Zuge des Internationalen Jahr der Astronomie 2009 ausgestrahlt wird und Kinder mit grundlegenden physikalischen und astronomischen Konzepten vertraut machen soll. Dabei wurde die Produktion vom Max-Planck-Institut für extraterrestrische Physik unterstützt.
Hauptperson ist Robbie Shipton, der in seinem Doppelleben die Erde als Mitglied des Team Quantum repräsentiert. Dies ist eine Gruppe von Superhelden aus verschiedenen Galaxien, welche dafür sorgt, dass die Naturgesetze nicht gebrochen werden. Ihr Anführer ist Quantum Ray. Für Robbie ist dieses Doppelleben schwierig, denn er muss auch rechtzeitig zur Schule.
Die Serie wird auf dem Kinderkanal ausgestrahlt und von der Sendung Cosmic Quantum Ray – Relativ viel Wissen begleitet, in der noch einmal gezielt die physikalischen Phänomene aus der jeweiligen Sendung angesprochen und erklärt werden.
Die Sendung wurde von der BBC in die Irische Sprache übersetzt.

## Inhalt
Das Team Quantum besteht aus dem „neundimensionalen Superhelden Quantum Ray“. Der kann zwar seinen Körper beliebig umwandeln und modifizieren – aber weil sein Kopf ständig mit neun Dimensionen beschäftigt ist, zählt er nicht gerade zu den Geistesgrößen des Teams. Diese Rolle übernimmt dafür der Roboter Buckingham. Der weiß alles und kann auch alles erklären. Das Raumschiff des Teams (die Quantum) wird von den beiden Pilotinnen A-Te und G-Ce gesteuert, die gemeinsam ihre Double-Helix-Power im Kampf gegen die Feinde des Teams einsetzen können. Die Hauptperson der Serie ist Robby Shipton. Eigentlich ein ganz normaler Junge und Schüler, stößt er als heimlicher Superheld nach Schulschluss zum Team Quantum.
Die Gegenspieler des Team Quantum sind Contessa de Wurm, die selbst Wurmlöcher erschaffen kann, Professor Gehirnkopf und seine Mutter, Rex Gama, und Kronecker, ein Killer-Keim, der die Körper lebloser und lebender Materie übernehmen kann, um diese seinen Bedürfnissen anzupassen.

## Charaktere
Der Protagonist der Serie ist der von der Erde stammende einfache Schuljunge Robby Shipton. Er bekommt eines Tages einen Schuhkarton, welcher ein Tor zur neunten Dimension ist. Die neunte Dimension ist die Heimat von Quantum Ray. Dieser rekrutiert Robby für sein Team und verpasst ihm eine „coole“ Ausrüstung.
- Quantum Ray

Ray ist ein neundimensionaler Superheld. Zusammen mit seinem Team Quantum und mit Hilfe von Robby bekämpft er galaktische Superschurken. Seine größte Angst liegt darin, durch ein Wurmloch zu fliegen, da dieses seine Arme und Beine jedes Mal vertauscht.
- Buckingham

Er ist ein sehr kluger und schlauer Roboter, welcher ein Monokel trägt. Buckingham wird von Ray als schlauer Kopf des Teams angesehen.
- AT Und GC

Die beiden doppeldimensionalen Aliens sind die Pilotinnen vom Raumschiff Quantum. Sie haben die spezielle Fähigkeit, aus ihrer Doppelhelix ein Katapult oder sogar eine Fessel für Bösewichte zu formen. Zu zweit nennen sie sich „Die Doppelhelix“. Bei Aktivierung ihrer Helix lautet der Spruch „Auf Zack im Doppelpack! Wir sind die Doppelhelix!“.
- Kronecker

Kronecker ist ein sogenannter körperklauender Killer-Keim, der sich mit lebendiger und sogar nichtlebender Materie verbinden kann, um diese seinen Bedürfnissen anzupassen. Als er einmal von Team Quantum besiegt wird, erhält er den Titel „Kronecker, der ehemals unbesiegbare“.
- Eichhörnchen

Fuzzy und Squeecky sind zwei böse Eichhörnchen und gehören auch zu den Gegenspielern von Team Quantum. Fuzzy ist der Kommandant der beiden und Squeecky der Wissenschaftsoffizier. Allerdings sind Fuzzy und Squeecky sehr dumm und können von Team Quantum leicht besiegt werden.
- Die Contessa de Wurm

Contessa de Wurm ist eine böse Wurmfrau. Sie erzeugt ein Wurmloch und taucht dadurch sehr schnell dort auf, wo sie ihre bösen Taten gerne ausführen möchte. Im Vergleich zu Rex Gamma ist Contessa schwerer zu besiegen.
- Professor Gehirnkopf und Mutter

Mutter ist ein Hamster und Professor Gehirnkopf ein Mensch, der sich ihr böses Söhnchen nennt. Professor Gehirnkopf ist ein böser Erfinder, der hauptsächlich wahnsinnige Pläne zur Vernichtung ausheckt und dementsprechend auch verrückte Dinge, hauptsächlich Waffen gegen Team Quantum und das gesamte Universum erfindet. Seine böse Mutter, der Hamster namens Mutti, assistiert ihn dabei.
- Rex Gamma

Rex Gamma ist ein sehr muskulöser Bösewicht. Sein ganzer Stolz ist der Besitz eines sogenannten Gammaboards, das er benutzt, um seinen Verfolgern sehr schnell zu entkommen. Sein Erzfeind ist Ray.
- Robo Robby

Der böse Roboter Robo Robby ist eine von Buckingham entwickelte Roboterkopie von Robby Shipton. Anfangs ist Robo Robby mit einigen Fehlern belegt, da sein Gehirn nicht richtig programmiert worden war. Zuerst springt Robo Robby als Ersatz für Robby Shipton auf der Erde in der Schule ein, damit Robby mit Team Quantum das Universum retten kann. Allerdings entwickelt Robo Robby im Laufe der Folge seines ersten Auftritts (Der doppelte Robby) seinen bösen Charakter.
- Robbys Freunde auf der Erde

Alison, Chip Monahan und Lukas sind die Freunde, beziehungsweise die Kameraden von Robby auf der Erde in der Schule. Scott Stolz, der Robby gerne in den Spint wirft, ist ein Widersacher von Robby Shipton. Jedes Mal, wenn Robby von Scott in den Schulschrank geworfen wird, sieht er sich auf der Erde als Verlierer und möchte zurück zur Quantum. Der kluge Lukas, der beigebraunes Haar hat und eine auffällige Brille trägt, ist ein Freund von Robby Shipton. Über die Freundschaft zwischen den beiden ist nicht so viel bekannt, da Robby hauptsächlich Zeit mit Team Quantum verbringt. Alison, deren Nachname (genauso wie bei Lukas) nicht bekannt ist, ist die scheinbare Freundin von Robby. Wird Robby von Ray oder den anderen auf Alison angesprochen, bestreitet er die vermeintliche Freundschaft mit dem Mädchen mit dem Satz: „Sie ist nicht meine Freundin!“. Chip Monahan, der ein Eichhörnchenkostüm trägt, ist das Schulmaskottchen Mister Nussi und ebenfalls ein Freund von Robby Shipton.

## Produktion
Regie:
- Andrew Young

Buch:
- Pamela Hickey
- Dennys McCoy
- Anna Knigge
- Ishel Eichel

u. a.
Produktion:
- Taffy Productions LLC
- Mike Young
- Method Films
- SKC&C Co., Ltd.
- KI.KA
- ARD (Das Erste)-HR
- Telegael
- M6

## Synchronisation
Die deutsche Synchronfassung entstand bei der Lavendelfilm GmbH in Potsdam.
| Charakter            | Originalsprecher | Sprecher            |
| -------------------- | ---------------- | ------------------- |
| Alison               | Ashleigh Ball    | Josephine Schmidt   |
| Buckingham           | Colin Murdock    | Stefan Gossler      |
| Chip                 | Richard Ian Cox  | Christian Gaul      |
| Kronecker            | Tom Kenny        | Santiago Ziesmer    |
| Ray                  | Tom Kenny        | Detlef Bierstedt    |
| Professor Gehirnkopf | –                | Dieter Hallervorden |
| Robbie               | Sam Vincent      | Malte Arkona        |
| Zooty                | –                | Wolfgang Bahro      |
| A-Te und G-Ce        | Chiara Zanni     | Cathlen Gawlich     |
| Contessa de Wurm     | Pauline Newstone | Hella von Sinnen    |
| Mutter Gehirnkopf    | Cathy Weseluck   | Luise Lunow         |
| Olga                 | –                | Barbara Ratthey     |

## Episoden
Es wurden 26 Episoden produziert:
- Das Buckingham Puzzle
- Glitschikus
- Allison greift an
- Im Cyber Gefängnis
- Ein Universum in Scotts Kopf
- Der Gravitonen-Käfig
- Nichts Passiert
- Sind wir bald da
- Die Schüssel der Wünsche
- Der Herr der Hörnchen
- Robo Robbie
- Der Inflatonen Kuli
- Mr Charms üble Schwingungen
- Die Kometen Krise
- Der Gamma Surfer
- Die Mond Diebe
- Auf nach Hörnchotopia
- Ach du dickes Ei!
- Wie der Vater so der Sohn
- Piraten der Dunklen Materie
- Oh Mutter
- Wurmloch Wirrwarr
- Cosmic Quantum…Robbie!
- Verschränkt und zugenäht
- Die Miss-Wahl
- Der unglaubliche Schrumpfstrahl

Die Episoden sind nach Erstausstrahlung (im KI.KA) geordnet.